# 周叔弢旧居
周叔弢旧居是知名实业家、收藏家，晚清名臣周馥之孙，清末进士周学海之子周叔弢在天津的旧居，始建于1938年，坐落于当时的天津英租界的香港道（Hong Kong Road）（今和平区睦南道129号），目前是天津市文物保护单位和重点保护等级历史风貌建筑。

## 周叔弢
周叔弢（读音tāo）出生于扬州，辛亥革命后先后前往上海、天津。1919年时跟随其叔父、实业家周学熙经商，曾担任过青岛华新纱厂专务董事、唐山华新纱厂董事兼经理、天津华新纱厂经理、开滦矿务局董事、启新洋灰公司董事、耀华玻璃公司董事等职。抗日战争期间在天津寓居。1945年任新洋灰公司协理、总经理。中华人民共和国成立后，担任过天津市副市长，全国工商联副主任委员，第一至五届全国人大常委，第二届全国政协常委，第六届全国政协副主席等职。1984年在天津逝世。

## 建筑风格
周叔弢旧宅为二层砖木结构别墅式楼房，顶部为红瓦坡顶，外立面为琉缸砖清水墙面，楼房和院落紧凑而舒展，建筑外形精巧别致而简洁大方。建筑一楼为客厅和饭厅，二楼为卧室和办公室。